# Faro de Le Hourdel
El Faro de Le Hourdel (en francés: Phare du Hourdel) es un faro situado en la punta de Hourdel. Al extremo sur de la bahía del Somme, en la comuna de Cayeux-sur-Mer, en el departamento de Somme, Francia. En funcionamiento desde el año1840. 

## Historia
El primer faro consistió simplemente en una luminaria de luz fija en lo alto de un mástil de madera de 10 metros de altura instalado en 1840. En 1905 dicho mástil fue sustituido por una torre de estructura metálica de idéntica altura con una pequeña óptica de 150 mm de distancia focal. Fue electrificado en 1933 e instalada una señal sonora para avisar de la marea alta. En 1944 la torre fue derribada durante la Segunda Guerra Mundial. La torre actual fue levantada y puesta en funcionamiento en 1948.

## Características
El faro consiste en una torre cilíndrica de hormigón armado y rematado por una galería también de sección cilíndrica pero de mayor diámetro que la torre. Carece de linterna. Un edificio de una altura se encuentra adosado a la torre.
Emite una luz blanca o verde, en función de la dirección, desde 053° hasta 248° para la luz blanca y entre 248º y 323° para la verde. Su luz característica es de 3 ocultaciones en un ciclo de 12 segundos con alcance nominal de 12 millas náuticas la luz blanca y 9 la verde. También tiene instalada una señal sonora que suena a razón de 3 señales cada 30 segundos.